# Bói cá dải lam
Bói cá dải lam (danh pháp hai phần: Alcedo euryzona) là một loài chim thuộc Chi Bồng chanh trong Họ Bồng chanh. Loài này phân bố ở Brunei, Indonesia, Malaysia, Myanmar và Thái Lan. Môi trường sống tự nhiên của nó là vùng đất thấp khu rừng nhiệt đới hoặc cận nhiệt đới ẩm, rừng ngập mặn cận nhiệt đới hoặc nhiệt đới, và các con sông. Nó đang bị đe dọa do mất nơi sống.

## Phân loài
Loài này có 2 phân loài đã được công nhận:
- A. e. peninsulae
- A. e. euryzona